# FBK Kaunas
A Futbolo beisbolo klubas Kaunas egy 1960-ban alapított litván labdarúgócsapat, mely a litván harmadosztályban szerepel. Székhelye Kaunasban található, hazai mérkőzéseit a 8500 férőhelyes S. Darius és S. Girėnas Stadionban játssza.

## Története
A csapatot 1960-ban alapították Banga Kaunas néven. Miután Litvánia visszanyerte függetlenségét, a klubot újjászervezték. 1993-ban baseball-szakosztályt is indítottak, ekkor változott FBK Kaunasra a gárda neve. A tulajdonos, Vlagyimir Romanov 2005-ben a skót Heart of Midlothiant is felvásárolta, azóta több játékos került az FBK-tól a Heartshoz.
A csapat olyan ellenfelekkel csapott már össze a Bajnokok Ligája selejtezőiben, mint a Rangers, a Celtic vagy a Liverpool. A Rangerst 2008-ban 2-1-re le is győzték. A 2008-as bajnokság vége után a csapat vezetősége úgy döntött, hogy az A-Lyga rossz játékvezetése és az illetékesek vitatható döntései miatt visszasoroltatja magát a másodosztályba, végül azonban harmadik vonalba kerültek vissza.

## Sikerek
- A-Lyga
  - Bajnok: 1999, 2000, 2001, 2002, 2003, 2004, 2006, 2007
- Litván kupa
  - Győztes 2002, 2004, 2005, 2008
- Litván szuperkupa
  - Győztes 2002, 2004, 2006
- Baltic League
  - Győztes 2008

## Litván bajnokság
| Szezon      | Szint | Līga       | Helyezés | web    |                     |
| ----------- | ----- | ---------- | -------- | ------ | ------------------- |
| 1993.–1994. | 1.    | A lyga     | 5.       | [ 1 ]  | FBK Kaunas          |
| 1994.–1995. | 1.    | A lyga     | 6.       | [ 2 ]  |                     |
| 1995.–1996. | 1.    | A lyga     | 5.       | [ 3 ]  |                     |
| 1996.–1997. | 1.    | A lyga     | 4.       | [ 4 ]  |                     |
| 1997.–1998. | 1.    | A lyga     | 5.       |        |                     |
| 1998.–1999. | 1.    | A lyga     | 3.       | [ 5 ]  |                     |
| 1999.       | 1.    | A lyga     | 1.       | [ 6 ]  | "Žalgiris" (Kaunas) |
| 2000.       | 1.    | A lyga     | 1.       | [ 7 ]  | FBK Kaunas          |
| 2001.       | 1.    | A lyga     | 1.       | [ 8 ]  |                     |
| 2002.       | 1.    | A lyga     | 1.       | [ 9 ]  |                     |
| 2003.       | 1.    | A lyga     | 1.       | [ 10 ] |                     |
| 2004.       | 1.    | A lyga     | 1.       | [ 11 ] |                     |
| 2005.       | 1.    | A lyga     | 2.       | [ 12 ] |                     |
| 2006.       | 1.    | A lyga     | 1.       | [ 13 ] |                     |
| 2007.       | 1.    | A lyga     | 1.       | [ 14 ] |                     |
| 2008.       | 1.    | A lyga     | 2.       | [ 15 ] | Antra lyga          |
| 2009.       | 3.    | Antra lyga | 1.       | [ 16 ] | Pirma lyga          |
| 2010.       | 2.    | Pirma lyga | 1.       | [ 17 ] | A lyga              |
| 2011.       | 1.    | A lyga     | 10.      | [ 18 ] | összeomlott         |

## Külső hivatkozások
- Az FBK Kaunas hivatalos honlapja
- Szurkolói oldal